# La Prohibida
Amapola López (Chiclana de la Frontera, 21 de junio de 1971), conocida artísticamente como La Prohibida, es una drag queen y cantante de electropop española.
Tras participar en la fundación de las fiestas En Plan Travesti a comienzos de los años dosmil, comenzó a ganar popularidad en circuitos indie de España y Latinoamérica con su primer álbum, Flash (2005). A él le siguieron Sr. Kubrick, ¿qué haría usted? (2009), con elementos french touch, y 100k años de luz (2015). Este se convirtió en su álbum de mayor éxito, y contenía el sencillo electropop «Baloncesto».
Sus siguientes álbumes, Ruido (2019) y El agua y el rayo (2023, con Algora), combinaban sonidos italo disco con nuevos géneros. Esporádicamente ha realizado apariciones en cine y televisión y presentado fiestas y giras de otros artistas.

## Inicios
En sus inicios tuvo distintos trabajos como estríper, asistente, animador y promotor de fiestas en varios países de Europa, donde se inició como drag queen. Vivió junto a su novio en Italia durante 12 años, y tras su separación decidió iniciarse como cantante. Inicialmente adoptó los nombres "Shaila Longfire" y "La Perdida", pero decidió quedarse con "La Prohibida". Se mudó a Madrid en 1996 para dedicarse íntegramente al travestismo y la música. En esa etapa Alaska la seleccionó para colaborar en sus actuaciones televisivas de promoción de su recopilatorio Dancing Queen, y participó como bailarina y animadora en las giras de Expandelia, organizadas por Fangoria.
En 1996 se inició como cantante profesional de la mano del cantante, compositor y productor Luis Miguélez, con quien tuvo una relación sentimental. Debido a los vaivenes de su relación, solo dos de estos temas llegaron (posteriormente) a editarse en el álbum recopilatorio Alto Standing (2001), de Boozo Music. Fueron «El hombre que se llevó a mi hombre» y «Harley Davidson».
Sus primeros sencillos propios fueron son «Daño» (2001, para el corto ¡Manuela, el cinto!), y «Labios de hiel» (2002), ambos escritos y producidos por Spunky. Comenzó a alcanzar popularidad entre un público más amplio con las fiestas En Plan Travesti, que La Prohibida ideó y organizó junto a Roberta Marrero, Agnes la Sucia, Glenda Galore y DJ Chavala a partir de 2003. En ellas, además de actuaciones de sus organizadoras, actuaban artistas drag y cantantes de tecno-pop como Genís Segarra o Yurena. Las fiestas continuaron creciendo y aparecieron en medios como El País.

## Trayectoria musical

### Flash
En el contexto de las fiestas En Plan Travesti, La Prohibida entró en contacto con diferentes productores y músicos, con los que trabajó en el que sería su primer álbum de estudio, Flash (2005). Este contenía temas como «Amor Eléctrico» y el sencillo homónimo, y tenía un sonido mayormente tecno-pop con elementos de revista. El disco consiguió popularidad en redes como Fotolog y Myspace, así como en comunidades indie de España y Latinoamérica. Gracias a esa comunidad de seguidores, actuó por toda España y posteriormente en Chile, México, Estados Unidos, Argentina y Uruguay, realizando apariciones en medios y girando durante dos inviernos por el continente americano.
Tras dejar En Plan Travesti, continuó actuando en la gira de Fangoria Varietés y trabajando en su música. En 2008 presentó la canción «One way interrail» como candidata para representar a España en el festival de Eurovisión, pero no llegó a estar entre las 50 más votadas.

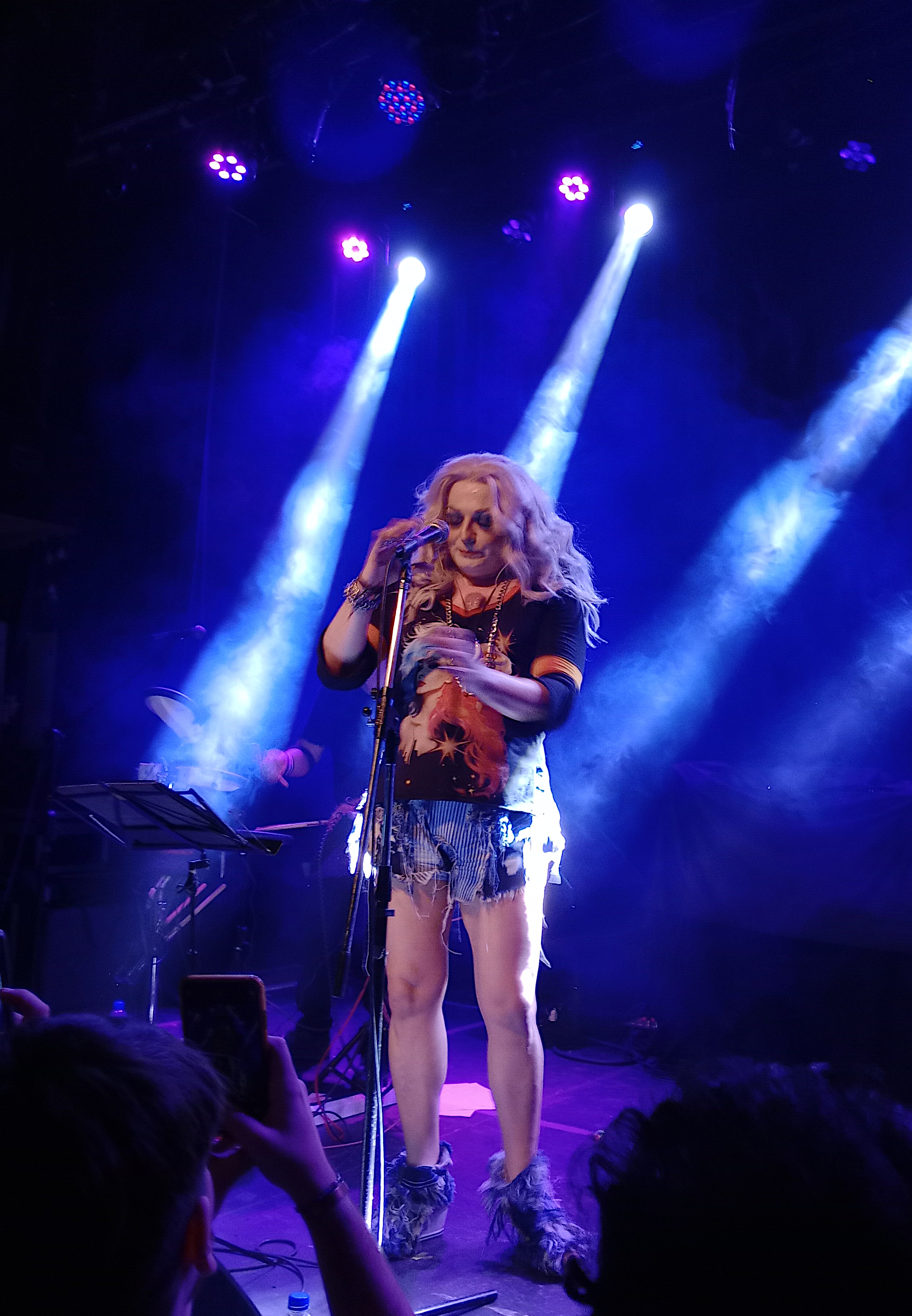
La Prohibida en un recital en Buenos Aires, 2024

### Sr. Kubrick, ¿qué haría usted?
En 2009 La Prohibida publicó su segundo álbum, titulado Sr. Kubrick, ¿qué haría usted?. El disco se centraba en temas como el espacio exterior, la ciencia, el amor y el glam, e introducía sonidos del french touch junto a otros tecno-pop. Sus sencillos fueron «Terechkova» y «Cuando dos electrones chocan».
El álbum fue presentado en diferentes puntos de España, y a fines del 2010 inició una gira promocional en Hispanoamérica con conciertos en Colombia, Chile y México. En el 2011 publicó la edición mexicana del álbum.

### 100k años de luz
En 2015, La Prohibida publicó su tercer álbum de estudio 100k años de luz, que contó con compositores como Algora y fue financiado por crowdfunding. El disco mantenía un estilo electropop y referencias cósmicas, así como elementos italo disco, y se convirtió en su álbum más exitoso. Entre sus sencillos estuvieron «Ganas de Matar», «Eres tan travesti» y «Baloncesto», que se convirtió en su canción más popular y superó los tres millones de reproducciones en Youtube.
En 2016 publicó el recopilatorio Cuaderno de sonidos para celebrar una década de trayectoria. Asimismo, realizó colaboraciones con Joe Crepúsculo y Lorena Herrera.

### RuidoyEl agua y el rayo
En 2019 editó su cuarto álbum, Ruido, que continuaba la línea italo disco con elementos Hi-NRG y tenía composiciones de Algora, los hermanos Canut o Egokid. Sus sencillos fueron «Bouvet» (con Algora), «Il compromesso» y «Galaxia Desierta». Su lanzamiento estuvo acompañado de una serie de presentaciones en España y México (Cancún, San Pedro de Monterrey, CDMX, Guanajuato).
En 2023 publicó junto a Algora el álbum a dúo El agua y el rayo, que realizaba una fusión de estilos entre el «italo disco, pop, canción melódica, jota y copla». La composición corrió a cargo de ambos, y la producción de Italoconnection. El sitio web Jenesaispop publicó una reseña positiva, afirmando que se trataba de «un curioso encuentro entre culturas mediterráneas con no tantos precedentes».  El disco contó además con la participación de Joe Crepúsculo y Estrella Morente, entre otros.

## Discografía

### Álbumes de estudio
- 2005: Flash
- 2009: Sr. Kubrick, ¿qué haría usted?
- 2015: 100k años de luz
- 2019: Ruido
- 2021: Acústico
- 2023: El agua y el rayo (con Algora)

### Álbumes recopilatorios
- 2017: Cuaderno de sonidos

### EP
- 2014: À toi

### Sencillos
| Año  | Canción                         | Director del video                              | Álbum                          |
| ---- | ------------------------------- | ----------------------------------------------- | ------------------------------ |
| 2001 | Daño                            | Rafatal                                         | Manuela... ¡el cinto! (BSO)    |
| 2002 | Labios de hiel                  | Rafatal                                         | -                              |
| 2005 | Flash                           | Miguel Agnes                                    | Flash                          |
| 2005 | En la pared                     | Tommy y Laura Valor                             | Flash                          |
| 2005 | No busques compañía             | Miguel Agnes                                    | Flash                          |
| 2010 | Terechkova                      | Fidel Lorite                                    | Sr. Kubrick, ¿qué haría usted? |
| 2010 | Cuando dos electrones chocan    | Baptiste Bamplain                               | Sr. Kubrick, ¿qué haría usted? |
| 2011 | Ma culotte sera ta tombe        | Fidel Lorite, Hugo Lopez y Christophe Le Nagard |                                |
| 2014 | À toi                           | -                                               |                                |
| 2015 | La colina luminosa              | Yago Partal                                     | 100k años de luz               |
| 2016 | Ganas de matar                  | Salva Musté                                     | 100k años de luz               |
| 2017 | Baloncesto                      | Salva Musté                                     | 100k años de luz               |
| 2018 | La pubblicità (un mondo ideale) | Marc Ferrer                                     | 100k años de luz               |
| 2019 | Ruido                           | Hugo Lopez                                      | Ruido                          |
| 2019 | Bouvet (con Víctor Algora)      | Salva Musté                                     | Ruido                          |
| 2019 | Il compromesso                  | Salva Musté                                     | Ruido                          |

### Colaboraciones
- "Persuasión" (con Varón Dandy)
- "Pretenciosas" (con Denise Murz)
- "En plan travesti" (con Glenda Galore, Agnes La Sucia y DJ Chavala)
- "Flash" (remix en el que canta junto a Androk)
- "Dictar la ley" (con Lulu Jam!)
- "A esa" (con Nacha La Macha)
- "Panamérica" (con QuieroStar)
- "Rockstar" (con Villa-Toro)
- "El hombre que se llevó a mi hombre" (con Luis Miguélez)
- "Caños de Meca" (canción en homenaje a Fabio McNamara)
- "Un Abracadabrante Final" (con Lemon^Fly)
- "Nunca Más" (con Spunky)
- "Recuerdo Tu Cuerpo" (con Hayerais)
- "Cómo pudiste hacerme esto a mí" (con Cleopatra Paradis)
- "Sexual killers" (con Pumara)
- "Charada" (con Yogurinha Borova)
- "El Mundo Alrededor" (con Orion)
- "Harley Davidson" (con Luis Miguélez)
- "Dios creó a la mujer" (con Yogurinha Borova)
- "Tres Gardenias" (con Leticia con Z)
- "Walking Away" (con Isaac Junkie)
- "Riiing!" (con Lacroix)
- "La Verdad" (con Joe Crepúsculo y Supremme Deluxe)
- "Que trabaje Rita" (Azanza, Supremme Deluxe, Mateo Franjo)
- "Freak" (con Lorena Herrera)
- "Murciana Marciana" (con La Ogra)
- "Telenovela" (con Papá Topo) (BSO Puta y Amada)
- "Mueres por mí" (con Papá Topo) (BSO Corten)
- "Hablando con las hadas" (con Jvel)
- "Disco Jet Lag" (con Samantha Hudson)

## Filmografía

### Cine
| Año  | Título                | Dirección            | Notas        |
| ---- | --------------------- | -------------------- | ------------ |
| 1997 | Un, dos, tres, ¡Taxi! | Ricardo del Castillo | Cortometraje |
| 1998 | Quiéreme              | Pedro Riutort        | Cortometraje |
| 2001 | ¡Manuela, el cinto!   | R. Robles Rafatal    | Cortometraje |
| 2005 | Sandra o Luis         | Janis Ozoliñs-Ozols  | Documental   |
| 2007 | Carne de gorila       | Pedro Riutort        | Cortometraje |
| 2007 | Chuecatown            | Juan Flahn           |              |
| 2008 | ¿Iguales?             | Javier de la Torre   | Cortometraje |
| 2009 | NU2                   | Pedro Riutort        | Cortometraje |
| 2013 | Bebete e Daniboy      | Ruy Veridiano        | Cortometraje |
| 2021 | ¡Corten!              | Marc Ferrer          |              |
| 2023 | Transuniversal        | R. Robles Rafatal    | Documental   |

### Televisión
| Año  | Título                          | Cadena              | Notas            |
| ---- | ------------------------------- | ------------------- | ---------------- |
| 1996 | Esto es lo que hay              | RTVE                |                  |
| 2006 | Carta blanca                    | La 2                | Invitada         |
| 2007 | Madrid: la sombra de un sueño   | La 2                | Documental       |
| 2010 | De la A a la Z                  | TVN                 | Invitada         |
| 2014 | Fantasmagórica                  | YouTube             | Webserie         |
| 2016 | Mrs. Carrington                 | YouTube             | Webserie         |
| 2016 | Late Motiv                      | #0                  | Invitada musical |
| 2021 | Los felices veinte              | Orange TV           | Invitada         |
| 2021 | Una Navidad con Samantha Hudson | Atresplayer Premium |                  |
| 2022 | Drag Race España                | Atresplayer Premium | Jurado invitado  |
| 2022 | Sálvame Mediafest               | Telecinco           | Jurado           |
| 2022 | Sálvame                         | Telecinco           | Colaboradora     |
| 2022 | Mediafest Night Fever           | Telecinco           | Instructora      |